# Польгайм
Польгайм (нім. Pohlheim) — місто в Німеччині, знаходиться в землі Гессен. Підпорядковується адміністративному округу Гіссен. Входить до складу району Гіссен.
Площа — 38 км2. Населення становить 18 049 ос. (станом на 31 грудня 2020).